# Riesenhai
Der Riesenhai (Cetorhinus maximus) ist mit einer Körperlänge bis zu zehn Metern und einem Gewicht bis zu rund vier Tonnen nach dem Walhai der zweitgrößte bekannte Fisch der Erde. Wie der Walhai und der Riesenmaulhai ernährt sich auch der Riesenhai von Plankton. Im Gegensatz zum Walhai, der das Wasser einsaugt und durch seine Kiemenreusen filtriert, schwimmt der Riesenhai mit geöffnetem Maul und lässt so das Wasser durch die Kiemen strömen. Mit dieser Methode ist er in der Lage, rund 1800 Tonnen Wasser in der Stunde nach Nahrung zu filtern.
Er ist die einzige Art der gleichnamigen Familie innerhalb der Makrelenhaiartigen (Lamniformes), zu denen einige der größten und bekanntesten Arten räuberischer Haie wie etwa der Weiße Hai, die Makohaie und die Heringshaie gehören.
Medial und umgangssprachlich wird der Begriff Riesenhai oft für andere sehr große Arten und Individuen der Haie verwendet, etwa für den Megalodon.

## Merkmale
Der Riesenhai erreicht als erwachsenes Tier normalerweise eine Körperlänge von 6,70 bis 8,80 Metern und kann maximal bis zu 10 Meter, nach anderen Quellen auch 12 Meter lang werden. Er ist damit nach dem Walhai (Rhincodon typus) die zweitgrößte Hai- und zugleich Fischart der Erde. Rund 25 Prozent des Körpergewichtes des Riesenhais macht die ölhaltige Leber aus, die den Tieren den Auftrieb im Wasser ermöglicht. Die Färbung ist fast einfarbig dunkelgrau, graubraun bis schwärzlich, wobei der Rücken dunkler als die Unterseite ist. Häufig besitzen die Tiere helle bzw. dunkle Flecken auf dem Rücken und den Körperseiten, außerdem unterhalb des Kopfes. Auch die Flossenunterseiten sind dunkelgrau gefärbt, bei Jungtieren sind sie allerdings weiß mit einer scharfen Abgrenzung gegenüber den dunklen Bereichen. In sehr seltenen Fällen kann Albinismus auftreten.

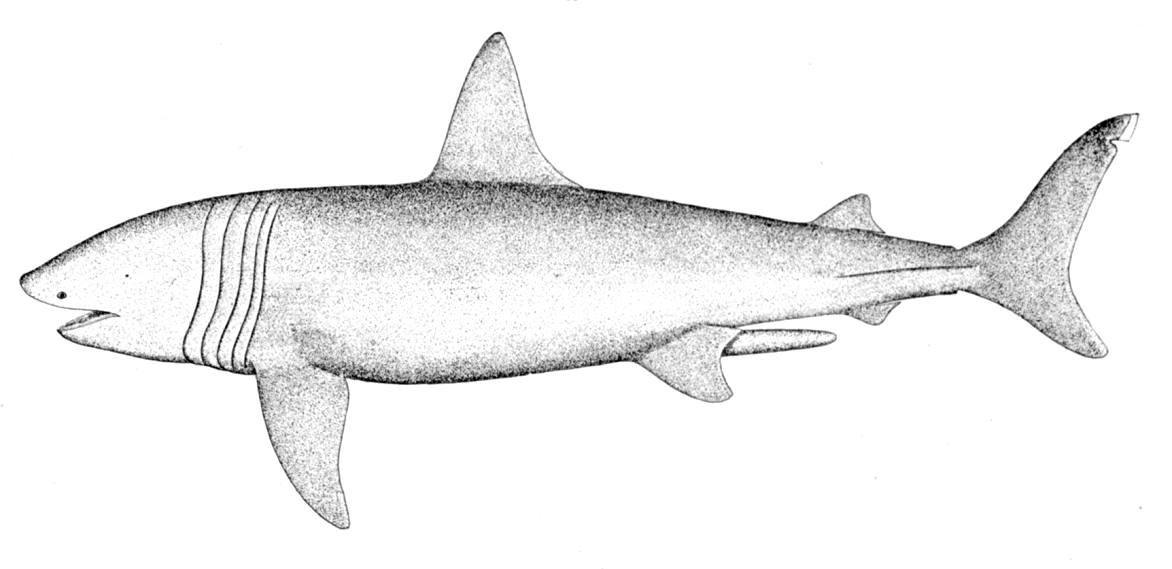
Umrisszeichnung eines männlichen Riesenhais von 1896

Die Brustflossen sind sehr breit. Der Riesenhai hat zwei Rückenflossen, von denen die erste die zweite deutlich überragt und hinter dem freien hinteren Ende der Brustflossen ansetzt. Außerdem besitzt er ein Paar Bauchflossen, eine Analflosse, die fast ebenso groß ist wie die zweite Rückenflosse, und eine mondsichelartige Schwanzflosse mit breiten Seitenkielen auf dem Schwanzflossenstiel und einem sehr langen oberen Lobus, während der untere etwas kürzer ist (heterozerke Schwanzflosse). Die Flosse ist an der oberen Spitze deutlich eingekerbt.
Die Schnauze ist konisch-spitz und langgezogen und ragt weit über das Maul hinaus; die zahlreichen und mehrreihig stehenden einspitzigen Zähne des Ober- und des Unterkiefers sind sehr klein und gebogen. Sowohl die Augen als auch die Spritzlöcher sind sehr klein. Das auffälligste Merkmal des Riesenhais sind, neben seiner Größe, die fünf Paare riesiger Kiemenspalten, die seinen Körper hinter dem Kopf wie einen Kragen umgeben und sich an der Körperober- und -unterseite fast treffen. An der Innenseite sind die Kiemenbögen mit Reusen aus modifizierten Zähnen in einer Schleimhaut ausgestattet, die der Ernährung dienen.

## Verbreitung und Lebensraum

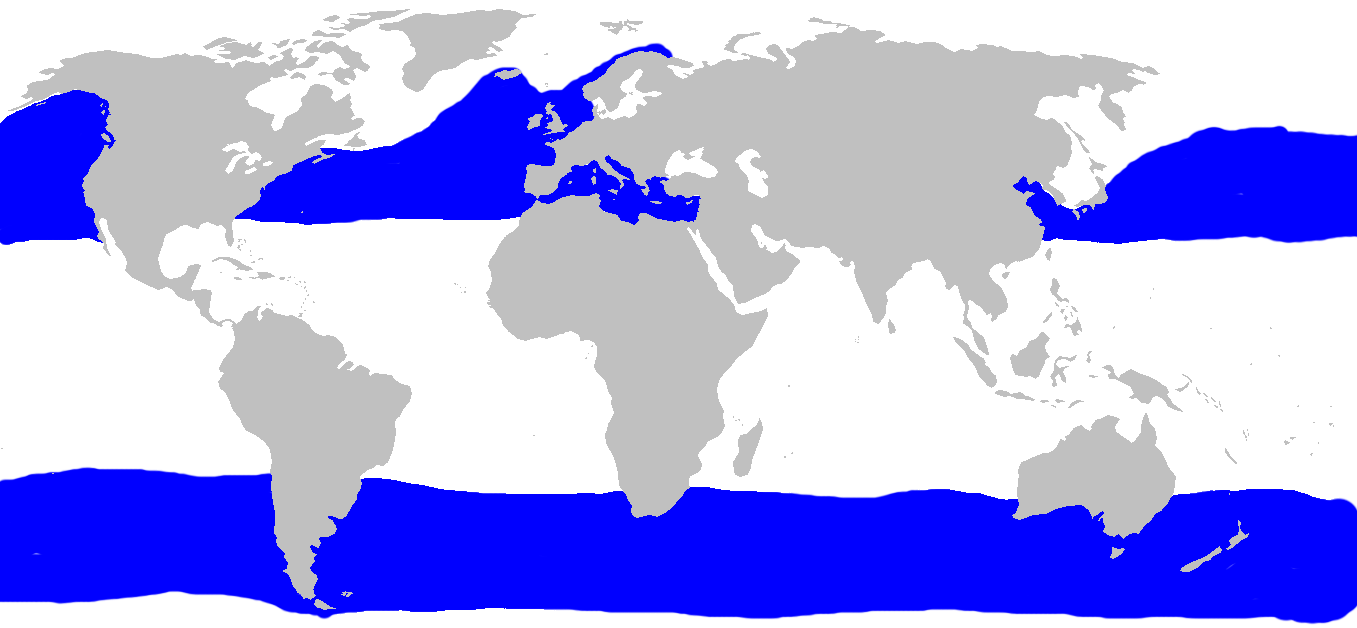
Hauptverbreitungsgebiete des Riesenhais

Riesenhaie kommen in beiden Hemisphären vor. Sie bevorzugen kalte bis mäßig warme Gewässer, wo sie dem jeweiligen Planktonangebot folgen. Auf der Grundlage von Sichtungen, die in der Regel in Küstennähe erfolgten, wurde ihre Verbreitung bisher auf die küstennahen und pelagischen Bereiche des Atlantischen Ozeans (Neufundland bis Florida, südliches Brasilien und Argentinien, Südafrika, Mittelmeer, Nordsee, Norwegen und Island) und des Pazifiks (Japan, Korea, China, die Südküste Australiens, Neuseeland, Tasmanien, Chile, Peru, Ecuador und Golf von Kalifornien bis zum Golf von Alaska) eingeschränkt. Die Haie dringen bei ihrer Nahrungssuche auch in Buchten und Ästuare vor.

## Lebensweise
Die Lebensweise der Riesenhaie ist bisher nur sehr wenig erforscht, insbesondere über die Fortpflanzung, das Wanderverhalten und die sozialen Strukturen innerhalb der Haischulen liegen nur sehr wenige Beobachtungen vor. Sie sind tagaktiv und ausdauernde, langsame Schwimmer, die mitunter lange Wanderungen unternehmen. Sie kommen einzeln oder auch in Gruppen (Schulen) von bis über 100 Tieren vor. Gelegentlich teilen sich die Gruppen in gleichgeschlechtliche Gruppen mit Individuen etwa gleichen Alters auf.

### Ernährung und Wanderungen

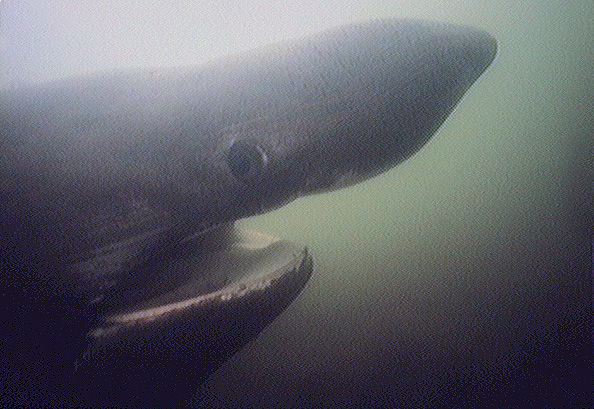
Kopf eines Riesenhais

Der Riesenhai ernährt sich ebenso wie der Walhai von Zooplankton, also kleinen tierischen Organismen, die im freien Wasser treiben (vor allem Kleinkrebse, Flügelschnecken, Fischeier und -larven). Zur Nahrungsaufnahme schwimmt er häufig nahe der Wasseroberfläche und filtriert mit weit geöffnetem Maul und langsam schwimmend das Plankton aus dem Wasser, das sich an den Reusen der Kiemen verfängt und dann abgeschluckt wird. Die Kleinkrebse und anderen Planktonorganismen verfangen sich in den schleimbedeckten Reusenzähnen und werden beim Schließen des Mauls in den Schlund gespült. Mit dieser Methode ist der Riesenhai in der Lage, rund 1800 Tonnen Wasser in der Stunde nach Nahrung zu filtern, wobei ein ausgewachsener Riesenhai bis zu 500 Liter Zooplankton zur Ernährung am Tag braucht.
Die Reusen werden in regelmäßigen Abständen von etwa vier bis fünf Monaten abgeworfen und durch neue ersetzt. Unklar ist, ob dies mit einer Fastenzeit der Haie einhergeht, während der sich die Tiere in tiefere Wasserschichten zurückziehen. Die Vermutung, dass die Tiere eine Art von Winterschlaf in der Phase halten, in der sie ihre Kiemenreusen erneuern, konnte allerdings widerlegt werden.
Dabei unterscheiden sich die Reusenzähne des Riesenhais in ihrem Aufbau grundlegend von jenen aller anderen planktonseihenden Knorpelfische, da ihnen ein knorpeliger Kern fehlt. Dieser ist nicht nur bei den zu siebähnlichen Strukturen umgewandelten Kiemenreusendornen des Walhais und der Mantarochen, sondern auch bei den Reusenzähnen des Riesenmaulhais vorhanden, welche äußerlich und funktionell mit jenen des Riesenhais vergleichbar sind. Dessen zwischen 10 und 15 cm langen Filterborsten bestehen jedoch im Inneren nur aus Keratin, weshalb sie wohl umgewandelte Plakoidschuppen darstellen, wozu auch die regelmäßige Erneuerung passt.
Eine auf drei Jahre angelegte Studie der Marine Biological Association in Plymouth im Jahr 2002, bei der insgesamt 21 Riesenhaie mit Satellitensendern ausgestattet wurden, zeigte, dass sie bei der Suche nach Nahrung große Strecken auch auf dem offenen Meer zurücklegen und dabei eine Wassertiefe von über 700 Metern erreichen. Gelegentlich überqueren sie bei den bis zu 9000 Kilometer langen Strecken sogar den Äquator und sind während der Wintermonate äußerst aktiv, wie eine Untersuchung der Massachusetts Division Of Marine Fisheries im Jahr 2009 ergab. Während sie im Sommer in Oberflächennähe nach Nahrung suchen, folgen sie den Planktonschwärmen auf der Nordhalbkugel in den Monaten vom November bis zum März in größere Tiefen unterhalb des Kontinentalschelfs, in denen sich zu dieser Zeit große Mengen Zooplankton aufhalten.

### Energiehaushalt
Einige Makrelenhaie sind in der Lage, ihre Körpertemperatur über längere Zeit konstant zu halten. Bekannt ist dieser Effekt vor allem von räuberisch lebenden Tieren wie dem Weißen Hai, die diese Fähigkeit für ihre Beutejagd einsetzen. Der Riesenhai besitzt einzelne Körpermerkmale, die von solchen partiell endothermen Fischen bekannt sind. Dazu gehört unter anderem tiefer im Körper sitzendes rotes Muskelfleisch, welches der schwimmenden Fortbewegung dient und das bei den meisten anderen, eher wechselwarmen Fischen näher zur Körperaußenseite sitzt. Ebenso ist das Herz deutlich muskulöser gebaut. Messungen an lebenden Riesenhaien ergaben, dass diese ihre Körpertemperatur um 1 bis 1,5 °C über der umgebenden Wassertemperatur halten können. Möglicherweise befähigt es die Tiere, auch in kälteren Meeresgegenden Nahrung zu suchen. Eine ebenfalls partielle Endothermie ist auch vom Walhai bekannt und wird zudem für Megalodon vermutet.

### Fortpflanzung und Entwicklung
Während der Balz folgen die Männchen den Weibchen, um sich mit ihnen zu paaren. Bei der Paarung platziert das Männchen seine Brustflossen über die erste Rückenflosse des Weibchens, während er die Klaspern in die Kloake einführt. Dabei reibt die raue Haut der Partner gegeneinander, was bei beiden Geschlechtern zu Abschürfungen der Hautpartien im Bereich der Kloake führt. Aufgrund der Untersuchung von Narbenbildungen in der Vagina der Weibchen wird angenommen, dass es in einer Paarungssaison zu Mehrfachpaarungen mit verschiedenen Männchen kommt. Die Spermien der Männchen liegen in Paketen, den Spermatophoren, mit einem Durchmesser von etwa drei Zentimeter vor. Bei der Begattung werden etwa 15 Liter Sperma in das Weibchen übertragen. Die Weibchen besitzen zwei Eierstöcke, von denen jedoch nur der rechte ausgebildet ist, in dem dann die reifen Eier produziert werden. Nach der Befruchtung entwickeln sich die befruchteten Eier im Uterus des Weibchens.
Die trächtigen Weibchen sondern sich von den Haigruppen ab und entfernen sich von den Küstengewässern. Angenommen wird eine Tragzeit von mehr als einem Jahr. In der Regel werden noch nicht geschlechtsreife und nicht trächtige Weibchen deutlich häufiger gefangen und gesichtet als trächtige Weibchen, und auch das Verhältnis zwischen Männchen und Weibchen ist deutlich in Richtung der Weibchen verschoben.
Riesenhaie gebären lebende Junge, die aus Eiern schlüpfen, die im Mutterleib bebrütet worden sind und sich bereits vor der Geburt öffnen; sie sind somit ovovivipar. Vor der Geburt ernähren sich die Jungtiere wahrscheinlich oophag, also durch unbefruchtete Eier der Mutter. Ob es beim Riesenhai zu der von verwandten Haiarten bekannten Adelphophagie kommt, ist nicht bekannt. Der Wurf besteht aus wenigen Jungtieren, allerdings ist bislang nur ein Wurf mit 6 Jungtieren tatsächlich dokumentiert. Neugeborene Riesenhaie haben wahrscheinlich eine Körperlänge von 1,5 bis 1,8 Metern.
Die Geschlechtsreife erreichen die sehr langsam wachsenden Tiere wahrscheinlich bei einer Körperlänge von 5,70 Metern bei den Männchen und 8 Metern bei den Weibchen.

### Fressfeinde und Parasiten
Als Fressfeind der Riesenhaie ist nur der Schwertwal bekannt. Es wird davon ausgegangen, dass nur sehr wenige Räuber Riesenhaie jagen und erbeuten. Von Weißen Haien wurde berichtet, dass sie das Aas der Haie fressen.
Unter den Parasiten sind bislang vor allem die Ektoparasiten erforscht, also diejenigen, die an der Außenhaut der Haie parasitieren. Dabei spielen vor allem Meerneunaugen (Petromyzon marinus) eine wichtige Rolle, die sich in der Haut der Haie verbeißen, ohne diese allerdings zu durchdringen. Auch der Zigarrenhai (Isistius brasiliensis), der dafür bekannt ist, dass er mit Hilfe seines Gebisses aus Großfischen und Meeressäugern Fleischstücke herausbeißt, attackiert den Riesenhai.

## Evolution und Systematik
Fossilreste von Riesenhaien sind relativ häufig, in der Regel bestehen sie aufgrund der anatomischen Beschaffenheit der Tiere aus den charakteristischen Kiemenbögen, den Zähnen oder einzelnen Wirbeln. Die ältesten eindeutigen Funde von Riesenhaien stammen aus dem Mittleren Eozän. Beispielsweise wurde ein Fund aus der La-Meseta-Formation auf der Seymour-Insel im antarktischen Weddell-Meer aus dieser Zeit dokumentiert. Weitere Reste kamen aus der Tavda-Formation bei Malyshkina im westlichen Sibirien und aus Oregon zu Tage, sie datieren vom Eozän bis zum Oligozän. Ursprünglich der ausgestorbenen Art C. parvus zugeschrieben, werden sie heute zur basalen Gattung Kaesius gestellt. Auch aus den jüngeren Zeitaltern wie dem Miozän liegen Fossilfunde vor, die sich auf Nordamerika und Eurasien verteilen. Sie gelten zumeist der Gattung Cetorhinus zugehörig. Innerhalb dieser wurden mehrere fossile Arten ausgewiesen, deren Eigenständigkeit aber umstritten ist. Als einzige anerkannte Art neben C. maximus ist C. huddlestoni im Jahr 2014 anhand von mittelmiozänen Funden aus dem Sharktooth Hill Bonebed in Kalifornien beschrieben worden. Dessen Zähne zeigen mit rund 4 mm Höhe eine vergleichbare Größe zu denen der heutigen Riesenhaie. Andere Funde von ausgestorbenen Riesenhaien verweisen auf etwas kleinere Tiere. So wird anhand von assoziierten Wirbeln und Kiemenbögen aus den obermiozänen Abschnitten der Empire-Formation in Oregon eine Länge des Tieres von 4,5 bis 5,8 Metern rekonstruiert. Während die Funde des Paläogens und des Neogens als sicher den Riesenhaien zugeordnet werden können, sind obertriassische Reste von Pseudocetorhinus, etwa im westlichen Europa aufgedeckt, problematisch in ihrer systematischen Beziehung zu den späteren Formen.
Die wissenschaftliche Erstbeschreibung des Riesenhais erfolgte durch den norwegischen Bischof und Naturforscher Johan Ernst Gunnerus im Jahr 1765 unter dem Namen Squalus maximus anhand eines Exemplars vor der norwegischen Küste. Es folgten eine Reihe weiterer Beschreibungen unter unterschiedlichen Namen durch verschiedene Naturforscher, die heute als taxonomische Synonyme betrachtet werden. Henri Marie Ducrotay de Blainville ordnete den Hai 1816 einer eigenen Gattung zu, die er Cetorhinos nannte, abgeleitet von dem griechischen ketos, das „Meeresungetier“ oder „Wal“ bedeutet, sowie rhinos für „Nase“, die Artbezeichnung maximus kommt aus dem Lateinischen und bedeutet „größter“. Die Einordnung in die eigene Familie Cetorhinidae erfolgte 1862 durch Theodore Nicholas Gill.
Der Riesenhai stellt die gegenwärtig einzige Art der damit monotypischen Gattung Cetorhinus sowie ebenfalls den einzigen Vertreter der Familie der Cetorhinidae dar. Dies ergibt sich durch seine sehr abgeleiteten Merkmale und die innerhalb seiner Verwandtschaft, den Makrelenhaiartigen, einzigartige Lebensweise mit entsprechenden Anpassungen. Andere Gattungen und Arten der Makrelenhaiartigen sind durchweg fleischfressende Jäger und gehören zu den größten und bekanntesten fleischfressenden Haien, darunter der Weiße Hai (Carcharodon carcharias), die Fuchshaie (Gattung Alopias), die Makohaie (Gattung Isurus) und die Heringshaie (Gattung Lamna).
Auf der Basis von morphologischen Merkmalen wurde der Riesenhai als Schwesterart eines aus den Gattungen Isurus, Carcharodon und Lamna gebildeten Taxons betrachtet. Diese Verwandtschaftsbeziehungen wurden auch durch molekularbiologische Untersuchungen bestätigt, wobei die anatomischen Ähnlichkeiten mit dem Riesenmaulhai (Megachasma pelagios) als konvergente Anpassungen an eine vergleichbare Lebensweise identifiziert wurden.

## Riesenhaie und Menschen

### Menschen und Riesenhaie

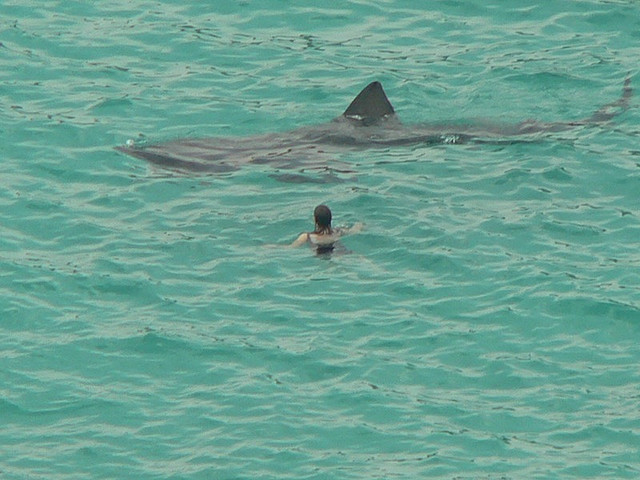
Riesenhai und Schwimmerin

Riesenhaie stellen als Planktonfresser trotz ihrer Größe keine Gefahr für Menschen dar. Sie sind nicht aggressiv und greifen Taucher und Boote nicht an. Aufgrund ihrer Größe besitzen sie allerdings eine enorme Kraft, und von harpunierten Riesenhaien wurde berichtet, dass sie Boote angreifen können. Taucher können sich an der durch die Hautzähne sehr rauen, sandpapierartigen Haut verletzen.

### Wirtschaftliche Bedeutung
International hat die Bejagung vor allem historische Bedeutung. Die Haie wurden wegen ihres Fleisches, ihres Öls sowie der vitamin- und squalenreichen Leber gejagt. Heute wird der Riesenhai vor allem im Nordostatlantik und im Ostpazifik von Booten aus mit Harpunen bejagt, wobei diese Form des Fischfangs vor China und Japan noch weit verbreitet ist. Dabei dient die Leber des Fisches der Ölgewinnung, aber auch die Flossen, das Fleisch und die Haut werden verwertet. Die Flossen bilden – gemeinsam mit denen anderer Haiarten – die Basis für die Haifischflossensuppe, die in China beliebt ist. Ein Paar frischer Flossen hat auf dem Fischmarkt einen Wert von etwa 1000 US-Dollar, getrocknet sind sie etwa 350 US-Dollar pro Pfund wert. Die Leber wird in Japan als Aphrodisiakum und Heilmittel verkauft und das Öl dient als Bestandteil für Kosmetikartikel. Ein großer Riesenhai mit etwa acht Metern Länge liefert etwa eine Tonne Fleisch und etwa 380 Liter Öl.
Eine moderne wirtschaftliche „Nutzung“ wird heute beispielsweise auf der Isle of Man in der Irischen See im Rahmen des Ökotourismus betrieben. Ähnlich wie beim Whale Watching werden Touristengruppen zu den Riesenhaien gefahren.

### Gefährdung und Schutz
Durch die Harpunenjagd und auch durch die Fischerei mit Netzen, in denen sich die Tiere verfangen, nehmen die Bestände der Riesenhaie rasch ab. Durch sein langsames Wachstum, die lange Tragzeit, eine geringe Nachwuchsrate und die späte Geschlechtsreife ist der Riesenhai nicht in der Lage, die Verluste aufzufangen. Er gilt unter Wissenschaftlern als gefährdete Art. Aus diesem Grund wurde von der SSG (Shark Specialist Group) der IUCN (International Union for Conservation of Nature and Natural Resources) ein Antrag bei der CITES erwogen, die Art in die Rote Liste der gefährdeten Tierarten aufzunehmen. Dort ist der Riesenhai seit 2005 gelistet und ist aktuell als „gefährdet“ („vulnerable“) eingestuft.
In der EU ist der Fang quotiert, es dürfen nicht mehr als 400 Tonnen Lebendgewicht pro Jahr erzielt werden. In Norwegen, einem Nicht-EU-Mitglied, wird unabhängig von dieser Quote Jagd auf die Tiere gemacht. Rund um die Isle of Man steht der Riesenhai ganzjährig unter Schutz. Da allerdings zu wenig über die Lebensgewohnheiten der Art bekannt ist, wurde in Großbritannien ein Antrag gestellt, den Fang in den gesamten Hoheitsgewässern zu untersagen.

## Kryptozoologie

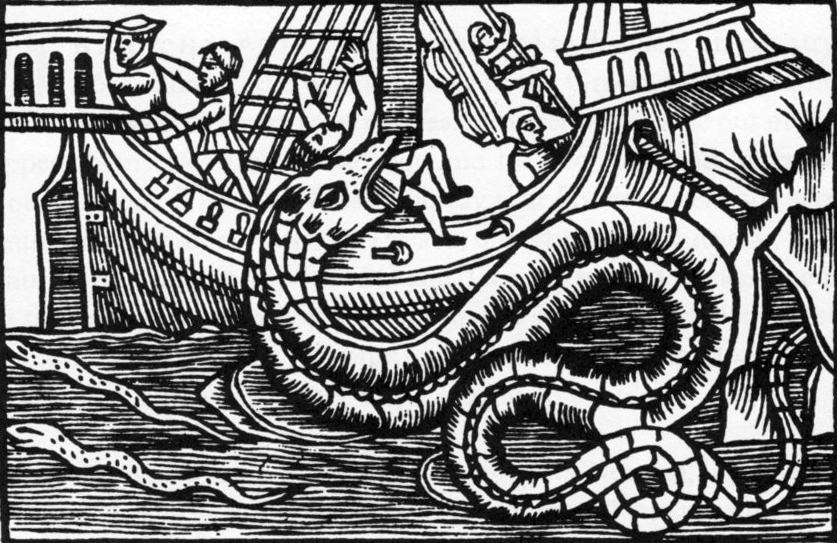
Seeschlange.
Olaus Magnus: Historia de Gentibus Septentrionalibus. Rom 1555.

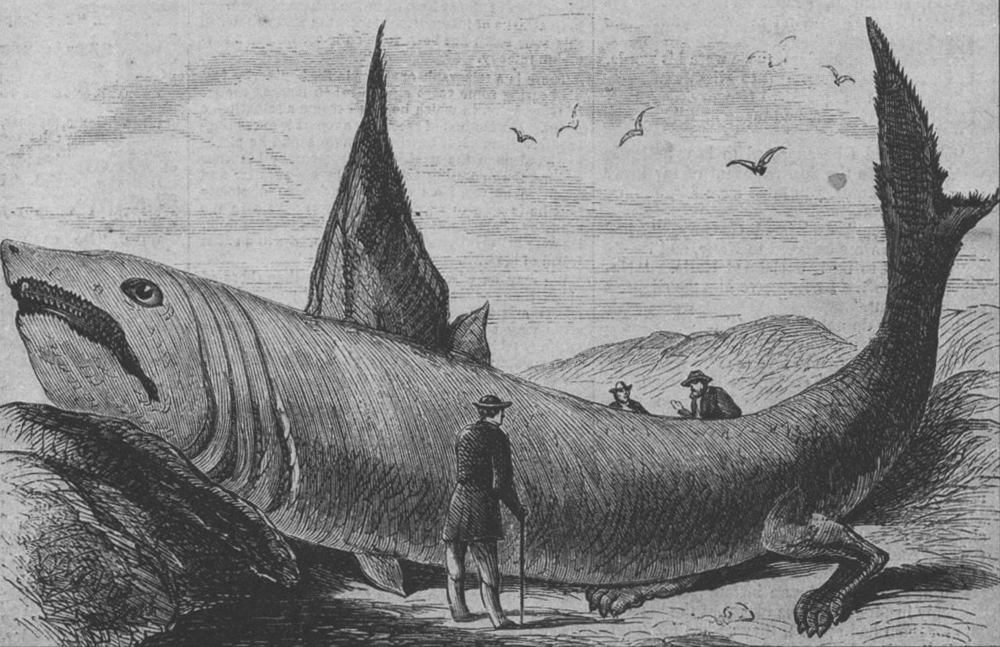
Der „wonderful fish“ in Harper’s Weekly am 24. Oktober 1868

Riesenhaie schwimmen in teilweise größeren Verbänden an der Wasseroberfläche, wobei die hohen und nicht starren Rückenflossen der Körper sichtbar sind. Dabei schwimmen häufig mehrere Tiere hintereinander, so dass diese Verbände in der Vergangenheit gelegentlich als Seeschlangen oder andere Seeungeheuer interpretiert wurden.
Auch die Kadaver der Tiere im Zustand der Verwesung können schnell den Eindruck seltsamer Tiere erwecken, da sich auf Grund ihrer Anatomie die Kiemen, der Unterkiefer und der untere Teil der Schwanzflosse relativ schnell vom Körper lösen. Verschiedene Untersuchungen, unter anderem der DNA, zeigen beispielsweise, dass es sich bei dem als „New Nessie“ bekannt gewordenen Kadaver, den der japanische Trawler Zuiyo Maru 1977 vor der neuseeländischen Küste auffand, allen anderslautenden Berichten zum Trotz um einen Riesenhai gehandelt hat.
Viele auch in der jüngsten Vergangenheit angespülte Kadaver von vermeintlich unidentifizierbaren Seeungeheuern haben sich bei näherer Betrachtung ebenfalls als die Kadaver von Riesenhaien herausgestellt, eben weil sich die nur lose mit dem restlichen Körper verbundenen Kiefer und Kiemen nach dem Tod sehr schnell lösen und der kleine, fest an der Wirbelsäule verbundene Hirnschädel den Eindruck eines kleinen Kopfes an einem langen Hals erweckt. Dadurch entsteht eine gewisse Ähnlichkeit mit den ausgestorbenen Plesiosauriern.

## Belege
1. ↑  science.orf.at: Riesenhai starb durch Beutemangel
2. 1 2 3 4 5 6 7 8  Leonard Compagno, Marc Dando, Sarah Fowler: Sharks of the World. Princeton Field Guides, Princeton University Press, Princeton und Oxford 2005; S. 181, ISBN 978-0-691-12072-0.
3. 1 2 3 4 5 6 7  C. Knickle, L. Billingsley & K. DiVittorio: Basking Shark. Florida Museum of Natural History. Aufgerufen am 5. April 2010.
4. ↑  Craig R. McClain, Meghan A. Balk, Mark C. Benfield, Trevor A. Branch, Catherine Chen, James Cosgrove, Alistair D. M. Dove, Leo Gaskins, Rebecca R. Helm, Frederick G. Hochberg, Frank B. Lee, Andrea Marshall, Steven E. McMurray, Caroline Schanche, Shane N. Stone, Andrew D. Thaler: Sizing ocean giants: patterns of intraspecific size variation in marine megafauna. PeerJ 3, 2015; S. e715, doi:10.7717/peerj.715.
5. ↑  Artporträt zum Riesenhai auf hai.swiss
6. 1 2 3 4 5  Alessandro de Maddalena, Harald Bänsch: Haie im Mittelmeer, Franckh-Kosmos Verlags-GmbH, Stuttgart 2005; S. 139–141, ISBN 3-440-10458-3.
7. 1 2 3 4 5 6  Ralf M. Hennemann: Haie und Rochen weltweit. Jahr-Verlag, Hamburg 2001; S. 63; 64–68, ISBN 3-86132-584-5.
8. 1 2  Gregory B. Skomal, Stephen I. Zeeman, John H. Chisholm, Erin L. Summers, Harvey J. Walsh, Kelton W. McMahon, Simon R. Thorrold: Transequatorial Migrations by Basking Sharks in the Western Atlantic Ocean. Current Biology 19; 2009.
9. ↑  E.W. Misty Paig-Tran & A.P. Summers: Comparison of the Structure and Composition of the Branchial Filters in Suspension Feeding Elasmobranchs The Anatomical Record 297, 2014; S. 701–715.()
10. ↑  Alfred Goldschmid: III Chondrichthyes, Knorpelfische; S. 217–241 in Spezielle Zoologie, Teil 2: Wirbel- oder Schädeltiere Hrsg.: Wilfried Westheide & Reinhard Rieger, ISBN 978-3-8274-2039-8.
11. ↑  Haley R. Dolton, Andrew L. Jackson, Robert Deaville, Jackie Hall, Graham Hall, Gavin McManus, Matthew W. Perkins, Rebecca A. Rolfe, Edward P. Snelling, Jonathan D. R. Houghton, David W. Sims und Nicholas L. Payne: Regionally endothermic traits in planktivorous basking sharks Cetorhinus maximus. Endangered Species Research 51, 2023, S. 227–232, doi:10.3354/esr01257.
12. ↑  Itsumi Nakamura, Rui Matsumoto und Katsufumi Sato: Body temperature stability in the whale shark, the world's largest fish. Journal of Experimental Biology 223 (11), 2020, S. jeb210286, doi:10.1242/jeb.210286.
13. ↑  Michael L. Griffiths, Robert A. Eagle, Sora L. Kim, Randon J. Flores, Martin A. Becker, Harry M. Maisch IV, Robin B. Trayler, Rachel L. Chan, Jeremy McCormack, Alliya A. Akhtar, Aradhna K. Tripati, Kenshu Shimada: Endothermic physiology of extinct megatooth sharks. PNAS 120, 27, 2023, S. e2218153120, doi:10.1073/pnas.2218153120.
14. 1 2  L.H. Mathews: Reproduction in the Basking Shark, Cetorhinus maximus (Gunner). Philosophical Transactions of the Royal Society London B 234, 1950; S. 247–316. (Abstract).
15. ↑  Ingrid N. Visser: First Observations of Feeding on Thresher (Alopias vulpinus) and Hammerhead (Sphyrna zygaena) Sharks by Killer Whales (Orcinus orca) Specialising on Elasmobranch Prey. In: Aquatic Mammals. 31, 2005, S. 83–88, doi:10.1578/AM.31.1.2005.83 (PDF (Memento vom 9. August 2017 im Internet Archive)).
16. ↑  Alberto L. Cione, M. A. Reguero: A middle Eocene basking shark (Lamniformes, Cetorhinidae) from Antarctica. Antarctic Science 10, 1998; S. 83–88.(Abstract)
17. ↑  Małgorzata Bieńkowska-Wasiluk, Andrzej Radwański: A new occurrence of sharks in the Menilite Formation (Lower Oligocene) from the Outer (Flysch) Carpathians of Poland. (PDF; 1,9 MB) Acta Geologica Polonica 59 (2), 2009; S. 235–243.
18. 1 2  Bruce J. Welton: A new archaic basking shark (Lamniformes: Cetorhinidae) from the late Eocene of western Oregon, U.S.A., and description of the dentition, gill rakers and vertebrae of the Recent basking shark Cetorhinus maximus (Gunnerus). New Mexico Museum of Natural History and Science Bulletin 58, 2013; S. 1–48.
19. ↑  Michael D. Gottfried: Miocene Basking Sharks (Lamniformes, Cetorhinidae) from the Chesapeake Group of Maryland and Virginia. Journal of Vertebrate Palaeontology 15 (2), 1995; S. 443–447 (JSTOR)
20. ↑  Bruce J. Welton: A new fossil basking shark (Lamniformes: Cetorhinidae) from the Middle Miocene Sharktooth Hill Bonebed, Kern County, California. Contributions in Science 522, 2014; S. 29–44.
21. ↑  Bruce J. Welton: Cetorhinus cf. C. maximus (Gunnerus) (Lamniformes: Cetorhinidae), A Basking Shark from the Late Miocene Empire Formation, Coos Bay, Oregon. Bulletin of the Southern California Academy of Sciences 112 (2), 2013; S. 74–92.
22. 1 2  Kenshu Shimada: Phylogeny of lamniform sharks (Chondrichthyes: Elasmobranchii) and the contribution of dental characters to lamniform systematics. Paleontological Research 9 (1), 2005; S. 55–72.
23. 1 2  A.P. Martin, G. J P. Naylor: Independent origin of filter-feeding in megamouth and basking sharks (order Lamniformes) inferred from phylogenetic analysis of cytochrome b gene sequences. In: K. Yano, J. F. Morrissey, Y. Yabumoto, K. Nakaya (Hrsg.): Biology of Megamouth Shark. Tokai University Press, Tohylo 1997; S. 39–50.
24. ↑  Cetorhinus maximus in der Roten Liste gefährdeter Arten der IUCN 2010.1. Eingestellt von: S.L. Fowler, 2005. Abgerufen am 6. April 2010.
25. 1 2  Glen J. Kuban: Sea-monster or Shark? An Analysis of a Supposed Plesiosaur Carcass Netted in 1977. Reports of the National Center for Science Education 17 (3), 1997; S. 16–28.